# Claude-Antoine Pochard
Pour les articles homonymes, voir Pochard.
Claude-Antoine Pochard, né le 1er février 1766 à Salins-les-Bains et mort le 2 septembre 1833 à Komorze Przybysławskie, plus communément appelé l' abbé Pochard, est un prêtre, précepteur et mémorialiste français. 
Réfractaire à la Constitution civile du clergé, il s'exile en Suisse de 1792 à 1796 puis en Pologne de 1796 à 1833.

## Biographie
Né à Salins-les-Bains le 1er février 1766, il entre au Grand séminaire de Besançon en 1786. En parallèle de ses études théologiques, il devient précepteur dans la famille de Charles-Antoine-Balthasar de Tinseau (1742-1806), conseiller au Parlement de Besançon. Ordonné en 1790, Pochard poursuit dans la voie de l'enseignement et reste au service de cette famille de la noblesse bisontine. En 1792 il choisit le parti réfractaire à la Constitution civile du clergé et quitte la France au début du mois de septembre à l'instar de la moitié de ses confrères, en conséquence du décret de déportation du 26 août.

### Exil suisse et polonais
Emigré en Suisse pendant quatre ans, l'abbé Pochard reçoit à Soleure une proposition d'emploi en Prusse-Méridionale. Il s'agit de devenir précepteur des fils du comte polonais Józef Skórzewski (1757-1809), staroste de Gniezno. En accord avec ses supérieurs hiérarchiques, il accepte et se rend à Nekla. Décidé à rentrer en France dès lors que la situation politique le permettra, Pochard a la particularité de poursuivre son exil après le Concordat de 1801 et le sénatus-consulte d'amnistie des émigrés de 1802.
En avril 1809, l'émigré français se trouve à Varsovie avec ses élèves lorsque éclate la Guerre austro-polonaise. Il est alors le témoin oculaire des effets de la bataille de Raszyn dans la capitale du Duché de Varsovie. Son employeur décède peu de temps après son retour à Nekla et Pochard décide de rester temporairement pour seconder la veuve et les orphelins. Il ne rentrera finalement jamais dans sa patrie et meurt d'une pleurésie le 2 septembre 1833 à Komorze Przybysławskie. Il est enterré quatre jours plus tard à Kretków, paroisse dont il a eu la charge pendant six mois en 1810-1811.

### Carrière d'éducateur
Au cours de sa carrière l'abbé Pochard a été le précepteur de neuf enfants. 
En France de 1787 à 1792  :
- Antoine Pierre Thérèse Philibert Tinseau (1780-1857)
- Antoine Marie Nicolas Tinseau (1782-1835)

En Pologne entre 1797 et 1823 :
- Rajmund Skόrzewski (1791-1859)
- Hilary Skόrzewski (1792-1841)
- Ignacy Skόrzewski (1794-1859)
- Jόzef Skόrzewski (1798-1855)
- Antoni Skόrzewski (1803-1855)
- Maria Lipska (1804-1888)
- Aleksy Lipski (1805-1822)

## Héritage
L'abbé Pochard laisse un fonds d'archives personnelles intéressant en particulier pour ses Mémoires en quatre volumes. Cette source inédite a été exploitée dans plusieurs articles scientifiques sur le parcours de l'émigré,, ainsi que sur les questions sanitaires, sociales, religieuses ou politiques de son époque mouvementée.